# (1944) Günter
(1944) Günter (aussi nommé 1925 RA) est un astéroïde de la ceinture principale, découvert le 14 septembre 1925 par Karl Wilhelm Reinmuth à l'observatoire du Königstuhl de l'Université de Heidelberg, en Allemagne. 
Il a été nommé d'après le prénom du fils du découvreur.